# 민 (음악인)
민(Myn)은 대한민국의 가수, 인터넷 방송인이다.

## 방송
- 싱어프로젝트 1 (2019) - 7월 우승

## 음반
- 나를 잊고서 (2019)
- 싱어프로젝트 시즌1 (2019)
- 다시 와줄까 (2020)